# Hislopia placoides
Hislopia placoides is een mosdiertjessoort uit de familie van de Hislopiidae. De wetenschappelijke naam van de soort is voor het eerst geldig gepubliceerd in 1901 door Korotnev.